# Harold Edmund Franklyn
Sir Harold Edmund Franklyn KCB, DSO, MC, britanski general, * 28. november 1885, † 31. marec 1963.